# Малая Кашкы
Малая Кашкы (устар. Малая Каш-Кы) — река в России, протекает по территории Ямало-Ненецкого автономного округа. Устье реки находится в 76 км по левому берегу реки Кашкы. Длина реки составляет 36 км. В 9 км от устья, по левому берегу реки впадает река Ютырмалькы.

## Данные водного реестра
По данным государственного водного реестра России относится к Нижнеобскому бассейновому округу, водохозяйственный участок реки — Таз. Речной бассейн реки — Таз.
Код объекта в государственном водном реестре — 15050000112115300069237.